# Enner Valencia
Enner Remberto Valencia Lastra (født 4. november 1989) er en ecuadoriansk professionel fodboldspiller, som spiller for Campeonato Brasileiro Série A-kluben Internacional og Ecuadors landshold.

## Klubkarriere

### Emelec
Valencia begyndte sin karriere med Emelec, hvor han gjorde sin førsteholdsdebut i 2010.

### Pachuca
Valencia skiftede i januar 2014 til mexicanske Pachuca.

### West Ham United
Valencia skiftede i juli 2014 til West Ham United.

#### Leje til Everton
Valencia blev i 2016-17 sæsonen udlejet til Everton.

### Tigres UANL
Valencia vendte i juli 2017 tilbage til Mexico, da han skiftede til Tigres UANL.

### Fenerbahçe
Valencia skiftede i august 2020 til Fenerbahçe. Han blev i 2022-23 sæsonen topscorer i Süper Lig, da han scorede 29 sæsonmål.

### Internacional
Valencia skiftede i juni 2023 til Internacional.

## Landsholdskarriere
Valencia debuterede for Ecuadors landshold den 1. marts 2012. Han scorede den 8. oktober 2021 sit mål nummer 32 for landsholdet, og blev hermed den spiller med flest mål for Ecuadors landshold nogensinde.